# ジェフリー・モリーナ
ジェフリー・モリーナ（Jeffrey Molina、1997年7月17日 - ）は、アメリカ合衆国の男性総合格闘家。ニュージャージー州レイクウッド出身。グローリーMMA & フィットネス所属。ジェフ・モリーナとも表記される。

## 来歴
高校からレスリングを経験し、14歳からジェイソン・ハイやL.C.デイビスといった総合格闘家の指導のもとで総合格闘技のトレーニングを始めた。2017年、プロ総合格闘技デビュー。
2020年8月25日、Dana White's Contender Series 30でジェイコブ・シウバと対戦し、3-0の判定勝ちを収めUFCとの契約権を獲得した。

### UFC
2021年4月24日、UFC初参戦となったUFC 261でアオリ・チロンと対戦し、3-0の判定勝ち。ファイト・オブ・ザ・ナイトを受賞した。
2022年6月4日、UFC Fight Night: Volkov vs. Rozenstruikでジャルガス・ジュマグロフと対戦し、2-1の判定勝ち。

## 戦績
| 総合格闘技 戦績 | 総合格闘技 戦績 | 総合格闘技 戦績 | 総合格闘技 戦績 | 総合格闘技 戦績 | 総合格闘技 戦績 | 総合格闘技 戦績 |
| --------------- | --------------- | --------------- | --------------- | --------------- | --------------- | --------------- |
| 13 試合         | (T)KO           | 一本            | 判定            | その他          | 引き分け        | 無効試合        |
| 11 勝           | 4               | 4               | 3               | 0               | 0               | 0               |
| 2 敗            | 0               | 1               | 1               | 0               | 0               | 0               |

| 勝敗 | 対戦相手                 | 試合結果                                 | 大会名                                  | 開催年月日     |
| ○    | ジャルガス・ジュマグロフ | 5分3R終了 判定2-1                        | UFC Fight Night: Volkov vs. Rozenstruik | 2022年6月4日   |
| ○    | ダニエル・ダ・シウバ     | 2R 0:46 TKO（パウンド）                  | UFC Fight Night: Costa vs. Vettori      | 2021年10月23日 |
| ○    | アオリ・チロン           | 5分3R終了 判定3-0                        | UFC 261: Usman vs. Masvidal 2           | 2021年4月24日  |
| ○    | ジェイコブ・シウバ       | 5分3R終了 判定3-0                        | Dana White's Contender Series 30        | 2020年8月25日  |
| ○    | ケニー・ポーター         | 2R 2:38 肩固め                           | FAC 2                                   | 2020年2月22日  |
| ○    | チャンス・ウィルソン     | 1R 2:01 リアネイキドチョーク             | LFA 76                                  | 2019年9月13日  |
| ○    | ジョニー・ローデス       | 1R 4:16 リアネイキドチョーク             | KC Fighting Alliance 34                 | 2019年7月27日  |
| ○    | ジョーイ・エストラーダ   | 1R 4:15 TKO（パウンド）                  | KC Fighting Alliance 30                 | 2018年9月22日  |
| ○    | ジョーイ・スキャンラン   | 1R 0:51 TKO（パンチ連打）                | Carden Combat Sports 4                  | 2018年5月26日  |
| ○    | チャンス・カマチョ       | 2R 1:22 TKO（ボディへの膝蹴り→パウンド） | KC Fighting Alliance 27                 | 2018年2月17日  |
| ×    | ネイト・スミス           | 5分3R終了 判定1-2                        | Victory FC: Fight Night Coco Key        | 2017年9月29日  |
| ○    | デルフィノ・ベニテス     | 1R 4:33 リアネイキドチョーク             | Victory FC 58                           | 2017年7月22日  |
| ×    | スティーブン・メリル     | 1R 1:03 リアネイキドチョーク             | Victory FC: Fight Night at Harrahs 5    | 2017年6月3日   |

## 表彰
- UFC ファイト・オブ・ザ・ナイト（1回）